# Veresegyház
Veresegyház là một thành phố thuộc hạt Pest, Hungary. Thành phố này có diện tích 28,56 km², dân số năm 2010 là 16124 người, mật độ 565 người/km².